# کالج علوم انسانی و اجتماعی دیتریچ
کالج علوم انسانی و اجتماعی ماریانا براون دیتریچ کالج (دیتریچ کالج یا دی‌سی) کالجی برای مطالعات لیبرال و حرفه‌ای، و پس از دانشگاه کارنگی ملون در پیتسبرگ، دومین دانشگاه بزرگ پنسیلوانیا در ایالات متحده بر حسب میزان ورود دانشجو است. در این کالج، به‌طور عمده به مطالعه رفتارها، ساختارها، و باورهایی که تجربهٔ انسان را شکل می‌دهد، با استفاده از تحلیل‌ها و فناوری‌های دقیق پرداخته می‌شود. این کالج به نام مادر ویلیام اس. دیتریچ دوم، پس از کمک انسان‌دوستانهٔ ۲۶۵ میلیون دلاری به این دانشگاه در سال ۲۰۱۱، بزرگ‌ترین کمک انفرادی در تاریخ کارنگی ملون، ماریانا براون دیتریچ نامگذاری شد. کالج دیتریچ دارای بیش از ۶۰ دپارتمان دانشگاهی اصلی و فرعی است که به ارائه رشته‌های تخصصی مختلف می‌پردازد. 